# Плендерлейт, Билл
Уильям Кеннет (Билл) Плендерлейт (англ. William Kenneth (Bill) Plenderleith, июнь 1929, Найроби, Британская Кения — 15 декабря 2009, Австралия) — кенийский хоккеист (хоккей на траве), нападающий.

## Биография
Билл Плендерлейт родился в июне 1929 года в кенийском городе Найроби.
В 1956 году вошёл в состав сборной Кении по хоккею на траве на Олимпийских играх в Мельбурне, занявшей 10-е место. Играл на позиции нападающего, провёл 2 матча, забил (по имеющимся данным) 2 мяча (по одному в ворота сборных Великобритании и Малайи).
Умер 15 декабря 2009 года в Австралии.